# Gerbillus dasyurus
Gerbillus dasyurus är en däggdjursart som först beskrevs av Wagner 1842. Den ingår i släktet Gerbillus och familjen råttdjur. Inga underarter finns listade.

## Beskrivning
En liten, musliknande ökenråtta med en kroppslängd på 16 till 28 cm, inklusive den 9 till 14 cm långa svansen, och en vikt mellan 15 och 35 g. Pälsen på ovansidan är gulbrunt grå, utan de vita markeringar på det bakre partiet som kan återfinnas på andra, liknande arter. Ovanför ögonen och bakom öronen har den dock otydliga, vita fält. Undersidan är vit. Svansen har en liknande färgfördelning, dock med en mörk tofs i slutet. Fotsulorna är nakna och opigmenterade.

## Ekologi
Arten föredrar torra habitat som öknar, halvöknar, stäpper och klippsluttningar. Den tenderar att undvika platser med ren sand- och grusjord. I bergen kan den gå upp till 2 000 m. Arten har en livslängd på omkring 2,5 år. Boet är en relativt enkel, underjordisk konstruktion bestående av en bokammare med en ingångstunnel och ett antal ventilationsöppningar.
Födan består av frön, örter och insekter som kan hämtas från ett stort område, långt från boet.

### Fortplantning
Gerbillus dasyurus har ingen bestämd parningstid, utan den infaller mellan januari och september, ibland ända in i november. Under den tiden kan honan producera upp till tre kullar med mellan 3 och 9 blinda, nakna ungar efter en dräktighet mellan 18 och 26 dagar. Ungarna får päls efter knappt en vecka, öppnar ögonen efter drygt två och är avvanda efter ungefär en månad; de är självständiga strax därefter.

## Utbredning
Arten förekommer från Turkiet och Arabiska halvön till Mellanöstern (Egypten, Israel, Jordanien, Libanon och Syrien).

## Status
IUCN kategoriserar arten globalt som livskraftig; populationen är stabil och inga hot mot den har registrerats.